# Perris
Perris é uma cidade localizada no estado americano da Califórnia, no condado de Riverside. Foi incorporada em 26 de maio de 1911.

## Geografia
De acordo com o United States Census Bureau, a cidade tem uma área de 81,6 km², onde 81,3 km² estão cobertos por terra e 0,3 km² por água.

### Localidades na vizinhança
O diagrama seguinte representa as localidades num raio de 16 km ao redor de Perris.

## Demografia
Segundo o censo nacional de 2010, a sua população é de 68 386 habitantes e sua densidade populacional é de 841,16 hab/km². Possui 17 906 residências, que resulta em uma densidade de 220,25 residências/km².